# Marianne Curley
Marianne Curley (* 20. Mai 1959 in Windsor, New South Wales) ist eine australische Jugendbuchautorin.

## Leben
Marianne Curley wuchs in einem Vorort von Sydney auf und wurde schon früh zur Bücherliebhaberin. Bereits mit neun Jahren betreute sie die Schulbibliothek. Nach ihrer Schulzeit arbeitete sie 1976 zunächst fünf Jahre lang als Sekretärin in einer Anwaltskanzlei, heiratete und wurde Mutter von drei Kindern.
Dann entdeckte sie das Schreiben für sich, nahm Schreibkurse und veröffentlichte ihren ersten Roman speziell für junge Leser. Inzwischen hat sie vier Romane verfasst, die in diverse Sprachen – darunter auch ins Deutsche – übersetzt worden sind.

## Werke

### Einzelne Bücher
- 2000: Im Kreis des Feuers (Old Magic)

### Die Hüter der Zeit – Zyklus (Guardians of Time)
- 2002: Band 1 – Die Hüter der Zeit (The Named)
- 2003: Band 2 – Die Rache der Göttin (The Dark)
- 2005: Band 3 – Die Prophezeiung der Auserwählten (The Key)